# Oberleitungsbus Koblenz

KEVAG-Streckenplan vom Mai 1965, inklusive der damaligen Oberleitungsbuslinien

Der Oberleitungsbus Koblenz war das Oberleitungsbussystem der Stadt Koblenz. Es diente zunächst als Ersatz für stillgelegte Strecken der Straßenbahn Koblenz, insbesondere im rechtsrheinischen Netz. Ab den 1960er Jahren wurden die linksrheinischen Strecken ebenfalls zugunsten des Obusses stillgelegt. Bereits 1970 aber wurden die Obusse ihrerseits von Omnibussen abgelöst.

## Geschichte
Die erste Koblenzer Obuslinie wurde im Oktober 1942 anstelle der im Juli 1941 stillgelegten Straßenbahnstrecke nach Höhr-Grenzhausen eingerichtet, da die Strecke sanierungsbedürftig war und eine Reparatur zu teuer erschien. Eine weitere wurde 1949 von der Herz-Jesu-Kirche zur Karthause errichtet.
Nachdem die Pfaffendorfer Brücke im Krieg zerstört und nachher nur für den Straßenverkehr wieder aufgebaut worden war, war das Koblenzer Straßenbahnnetz in zwei Hälften geteilt und wurde in den 1950er-Jahren insbesondere rechtsrheinisch sukzessive auf Obus umgestellt. So wurde am 18. Juli 1953 eine Obuslinie vom Hauptbahnhof über die Pfaffendorfer Brücke und Ehrenbreitstein nach Vallendar eröffnet. Der rechtsrheinische Straßenbahnverkehr endete am 29. September 1958.
Auch im linksrheinischen Netz waren inzwischen die meisten Straßenbahnlinien stillgelegt und durch Omnibuslinien ersetzt worden, sodass schließlich nur noch die Linien 1 und 2 blieben, die in den engen Gassen der Innenstadt weder auf Obus- noch auf Omnibusbetrieb umgestellt werden konnten. Sie wurden am 19. Juli 1967 ersatzlos stillgelegt.
Beginnend mit der Obuslinie zur Karthause 1968 folgte nur kurze Zeit später auch die Umstellung der Obuslinien auf Omnibusverkehr. Nur knapp drei Jahre nach der letzten Straßenbahn endete am 30. Oktober 1970 auch der Obusbetrieb endgültig.

## Liniennetz
In den 1960er Jahren wurden sechs Obuslinien bedient:
- Linie 7: Hauptbahnhof – Rampe – Ehrenbreitstein – Vallendar
- Linie 8: Vallendar – Bendorf – Sayn
- Linie 9: Hauptbahnhof – Rampe – Ehrenbreitstein – Arenberg
- Linie 10: Hauptbahnhof – Rampe
- Linie 11: Hauptbahnhof – Rampe – Ehrenbreitstein – Vallendar – Höhr-Grenzhausen
- Linie 12: Hauptbahnhof – Karthause

## Fahrzeuge
Im Koblenzer Obusnetz waren in den 1960er Jahren insgesamt 25 Fahrzeuge im Einsatz.